# Dentinogenèse

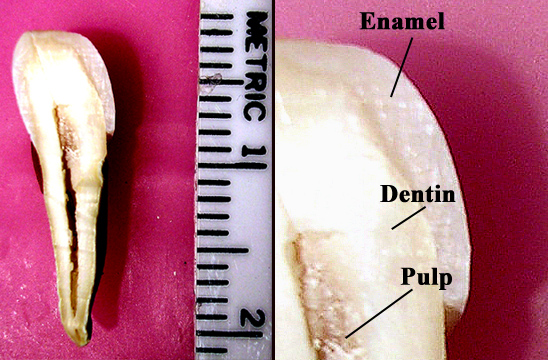

La dentinogenèse (du grec γένεσις génésis, « origine, création ») ou dentinification est le terme qui désigne le processus d'élaboration de la dentine (substance qui forme la majorité de la dent) grâce aux odontoblastes. C'est un processus lent et  continu, tout au long de la vie, et qui nous permet de déduire l'âge d'une personne en fonction de la taille de sa couche dentinaire. 
La formation de la dentine précède celle de l’émail. (avec un décalage de 24 à 66h)
Les odontoblastes interviennent tout au long du processus :
Ils produisent une matrice organique à base de collagène, de protéoglycanes (biglycane, décorine...) et d'autres protéines (dont l'ostéopontine) qui constituent une « prédentine » qui se solidifiera lors d’une phase de polarisation avec la synthèse des constituants de la prédentine, grâce à des enzymes (phosphatase alcaline) qui vont transformer la matrice extracellulaire de la pré-dentine.
La prédentine non-minéralisée devient de la dentine minéralisée.
Il existe des types différents de dentine : dentine de cape, dentine primaire, dentine secondaire et dentine tertiaire.
De plus, entre la dentine radiculaire et celle de la couronne, on observe quelques différences au niveau de sa structure, comme des odontoblastes possédant moins de tubule au niveau radicalaire ainsi que moins de collagène qui nous permettent de faire la différence entre les deux si le cément et l'émail ne sont pas présents.

## Maladie
- La dentinogenèse imparfaite est une pathologie qui se caractérise par une dentine opalescente.